# Jegłownik

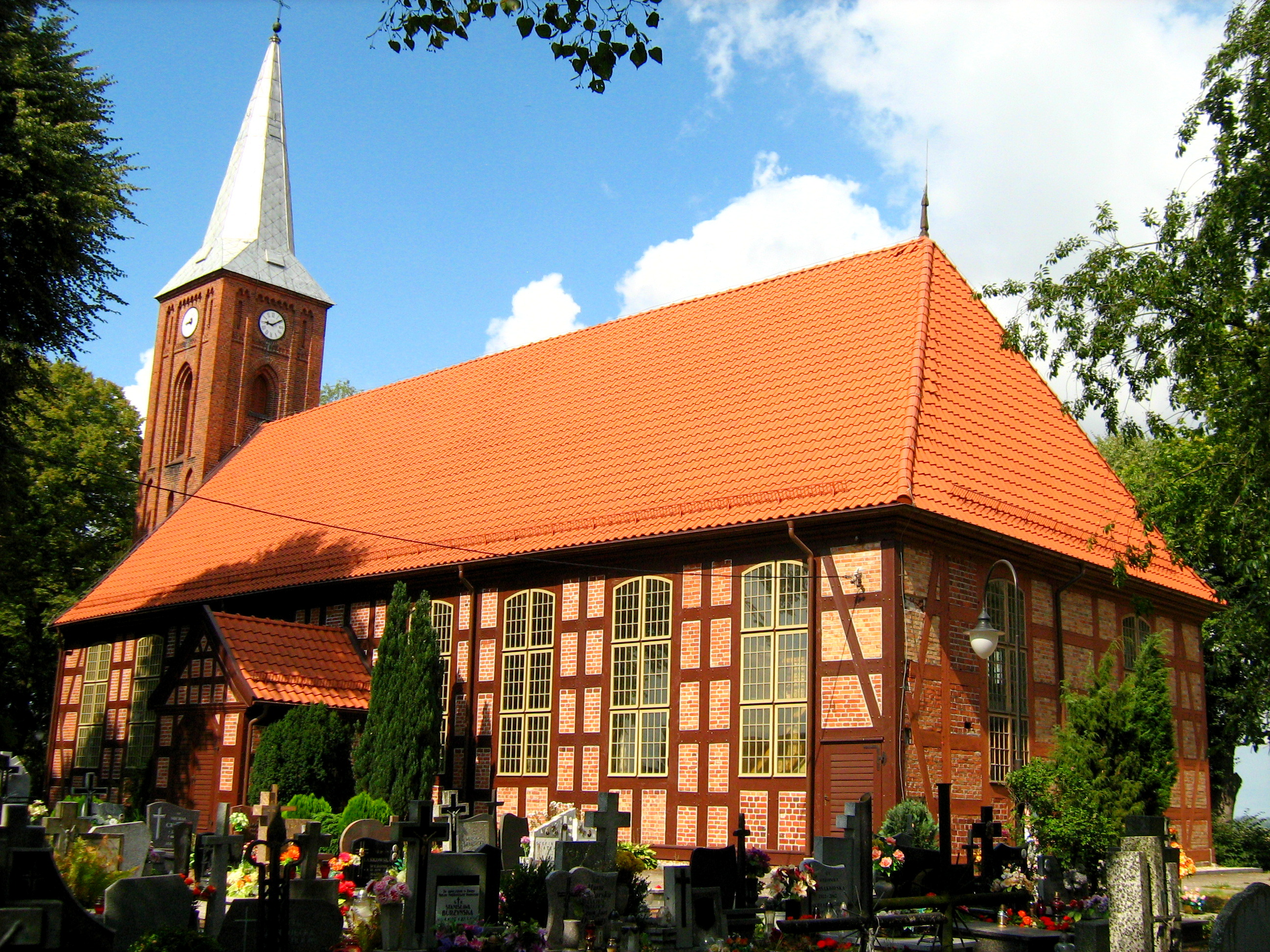
Jeglownik

Jegłownik (deutsch Fichthorst) ist ein Dorf in der Landgemeinde Gronowo Elbląskie (Grunau) im Powiat Elbląski (Elbing) der Woiwodschaft Ermland-Masuren im Norden Polens. Der Ort hat etwa 1000 Einwohner.